# 小行星6913
小行星6913（英語：6913 Yukawa）是一颗围绕太阳公转的小行星。1991年10月31日，圓舘金、渡邊和郎在北见发现了此天体。
这颗小行星的绝对星等为273.4408969069794等。